# Hans-Henning von Fölkersamb
Hans-Henning von Fölkersamb (1889-1984) est un général allemand de la Luftwaffe de la Seconde Guerre mondiale. Il fut responsable du soutien logistique pour les fronts occidental et oriental

## Biographie
Hans-Henning baron von Fölkersamb (de) naît le 25 novembre 1889, à Metz, une ville de garnison animée d'Alsace-Lorraine. Avec sa ceinture fortifiée, Metz est alors la première place forte du Reich allemand, constituant une véritable pépinière d'officiers supérieurs et généraux. Comme ses compatriotes Hans von Salmuth et Friedrich Blaul, le jeune Hans-Henning se tourne naturellement vers une carrière militaire. Le baron von Fölkersamb s’engage donc, à 19 ans, dans l’armée impériale, le 24 mars 1909. 
Hans-Henning von Fölkersamb est versé, comme officier d’ordonnance, dans le 174e régiment d'infanterie. Là, Fölkersamb est chargé des transmissions avec l’état-major de Metz. Il reste en fonction jusqu’en novembre 1913. Le 20 novembre 1913, il est transféré dans le 114e régiment d'infanterie, où il fait fonction d’officier d’ordonnance, puis d'officier de discipline et enfin d'officier de bataillon, à la veille de la Première Guerre mondiale. 

### Première Guerre mondiale
Blessé dès le 9 octobre 1914, Hans-Henning von Fölkersamb est hospitalisé jusqu’en décembre 1914. Le 15 décembre 1914, von Fölkersamb est envoyé dans un centre de formation. Le 12 février 1915, von Fölkersamb est nommé chef de compagnie dans le 114e régiment d'infanterie. De nouveau blessé le 9 mai 1915, Hans-Henning von Fölkersamb est hospitalisé jusqu’en août 1915. Von Fölkersamb est promu Oberleutnant le 18 juin 1915, alors qu’il est encore hospitalisé. Du 1er septembre 1915 au 1er février 1916, le lieutenant von Fölkersamb commande de nouveau une compagnie dans son régiment. Von Fölkersamb est détaché, en février 1916, dans un centre de formation de la 28e Reserve-Division. 
Le 3 juillet 1916, Von Fölkersamb est affecté à la direction des chemins de fer à Brest-Litovsk. Le 1er novembre 1916, Hans-Henning von Fölkersamb est affecté à la direction des chemins de fer à Lille jusqu’en décembre 1916. De janvier à juin 1917, Von Fölkersamb est chargé de la logistique par le haut commandement. Il est affecté ensuite dans le groupe d’armé autrichien de Böhm-Ermolli, avant d’être envoyé en mission d’inspection en Turquie. Le 1er avril 1918, Von Fölkersamb fait fonction de conseiller à l'État-major d’August von Mackensen à Bucarest, avant de tomber sérieusement malade. Hans-Henning von Fölkersamb est alors hospitalisé jusqu’en août 1918, non sans avoir été promu Hauptmann, capitaine, en juin 1918. En septembre 1918, le capitaine von Fölkersamb est affecté comme officier de liaison au commandement des chemins de fer Austro-Hongrois, où il reste jusqu’au 14 novembre 1918.

### Entre-deux-guerres
Après l'Armistice, le capitaine Fölkersamb sert à l’État-major de Mackensen dans les Balkans, jusqu’en décembre 1918. De retour en Allemagne, le capitaine von Fölkersamb est nommé chef de bataillon dans le 174e Infanterie-Regiment. Profondément affecté par la défaite de l’Allemagne impériale, Hans-Henning von Fölkersamb quitte l’armée le 24 mai 1919. Il ne réintègre l’armée qu’en novembre 1934. Comme ses compatriotes Eduard Schützek et Johannes Hintz, Hans-Henning von Fölkersamb est affecté dans la Luftwaffe. Il est affecté, comme officier de renseignement, à Münster. Il y reste jusqu’en mars 1935. Hans-Henning von Fölkersamb est affecté ensuite à l'état-major de la IVe Luftwaffendivision, toujours comme officier de renseignement. Fölkersamb est promu Major, commandant, le 1er août 1935. Le 31 mars 1938, von Fölkersamb est affecté ensuite à l'état-major de la VIe Luftwaffendivision, à Münster. Il est promu Oberstleutnant, lieutenant-colonel, le 1er avril 1939.

### Seconde Guerre mondiale
En septembre 1939, Hans-Henning von Fölkersamb est à l'état-major de la VIIe Luftwaffendivision. Promu Oberst, colonel, le 1er décembre 1941, Von Fölkersamb est affecté à l’état-major de la IIe Luftwaffendivision, toujours dans les services du renseignement. Le 22 novembre 1942, le colonel von Fölkersamb est nommé responsable du soutien logistique pour les fronts occidental et oriental, fonction qu'il assumera jusqu'en mai 1944. Hans-Henning von Fölkersamb est promu Generalmajor, général de brigade, le 1er avril 1944. En juin 1944, le général von Fölkersamb, nommé chef d'état-major, prend de nouvelles fonctions au sein de l' Oberkommando de la Luftwaffe. Ayant des problèmes de santé, il est placé dans la Führerreserve le 20 novembre 1944. Après avoir fait valoir ses droits à la retraite, le 30 avril 1945, le général von Fölkersamb est fait prisonnier le 7 mai 1945, mais sera libéré le jour même.
Le baron Hans-Henning von Fölkersamb s'éteindra le 5 janvier 1984, à Tutzing, en Haute-Bavière.